# Antolka (Silésie)
Pour les articles homonymes, voir Antolka.
Antolka (prononciation : [anˈtɔlka]) est une localité polonaise de la gmina de Niegowa, située dans le powiat de Myszków en voïvodie de Silésie.